# E77号線
E77号線（E77ごうせん、英語: European route E77、ロシア語: Европейский маршрут E77、エストニア語: Euroopa tee E77、ドイツ語: Europastraße 77）はロシアのプスコフからエストニア、ラトビア、リトアニア、ポーランド、スロバキアを経由し、ハンガリーのブダペストを結ぶ、欧州自動車道路のAクラス幹線道路。

## 経路

### 経過する主要都市
- ロシア
  - プスコフ
- エストニア
- ラトビア
  - リガ
- リトアニア
  - シャウレイ
- ロシア
  - Talpaki
  - カリーニングラード
- ポーランド
  - グダニスク
  - エルブロンク
  - ワルシャワ
  - ラドム
  - クラクフ
- スロバキア
  - トルステナー（英語版）
  - ルジョムベロク
  - ズヴォレン
- ハンガリー
  - ブダペスト